# Tingshuset i Örnsköldsvik

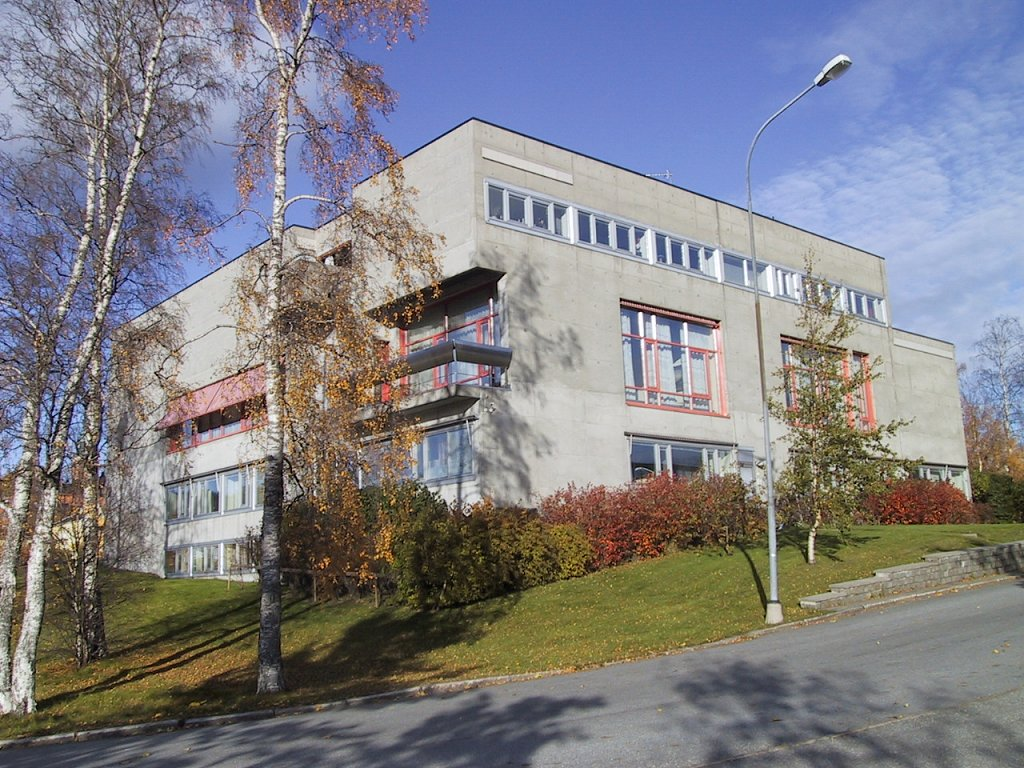
Tingshuset i Örnsköldsvik. Fotot är taget 2003, ett tiotal år före bygget av Ting1 på dess innegård.

Tingshuset i Örnsköldsvik är en kontorsbyggnad i Örnsköldsvik, som 1967–2002 var säte för Örnsköldsviks tingsrätt och dess föregångare och från 2002 är tingsställe för Ångermanlands tingsrätt.
Arkitekterna Dick Sjöberg och Mart Uusma vann 1961 en arkitekttävling om ett nytt tingshus i Örnsköldsvik, som utlysts av tingshusbyggnadsskyldige i Ångermanlands norra domsaga.  Det gamla tingshuset, byggt som Själevads och Arnäs domsagas tingshus 1901, hade blivit för trångt inför sammanslagningar av lokala domstolar och förstatligande av rådhusrätterna 1965. Förslaget beskrevs av prisnämnden enligt följande: 
"Förslaget upptar en koncentrerad två- och trevåningsbyggnad kring en sluten gård åtkomlig genom en körbar portik... Situationsplanen är enkel och naturlig och bibehåller tomtens parkkaraktär...Tingshusets huvudentréer nås från den kringbyggda gården med dess portik. Bostäderna, placerade i tredje våningen, har sin entré via ett separat trapphus i södra fasaden. Inskrivnings- och domareavdelningen är placerade i bottenvåningen. Tingssalen med tillhörande utrymmen en trappa upp nås genom en fritrappa på gården. Prisnämnden förutsätter att fritrappan liksom gården uppvärmes vintertid. Planlösningen fungerar i princip och detalj bra och är väl genomarbetad. Kommunikationsutrymmena, som är placerade kring gården, är korta och välbelysta..."
Tingshuset är byggt i rå betong i nybrutalistisk stil. Det har en stomme i platsgjuten betong, och konstruktionen kan avläsas i fasaderna, bland annat är formstagens ändar och skarvarna i plywoodformarna synliga. Taket är platt. Dörrblad och -omfattningar är gjorda i eloxerad aluminium. Huset har som yttre konstnärlig utsmyckning porten Labyrint i syrafast stål, skapad av Aston Forsberg.
År 2010 köpte Nicklas Nyberg tingshusfastigheten för att bygga om den med bostadsvåningar ovanpå. Resultatet blev senare den fysiskt och juridiskt separata bostadsfastigheten Ting1, byggd på en kraftig betongpelare på tingshusets innergård.  Ångermanlands tingsrätt har sedan 2002 tingsställe i byggnaden från 1967.